# Goldie Sayers
Pour les articles homonymes, voir Sayers.
Goldie Katherine Dinah Sayers  (née le 16 juillet 1982 à Newmarket) est une athlète britannique, spécialiste du lancer du javelot.

## Carrière
Elle remporte la Coupe d'Europe hivernale des lancers 2008 après avoir terminé deuxième en 2007. Elle est l'actuelle détentrice du record du Royaume-Uni du lancer du javelot avec 65,75 m, établis en août 2008 à l'occasion des Jeux olympiques de Pékin où elle échoue au pied du podium.
Elle termine deuxième des Championnats d'Europe par équipes 2010 et 2011, devancée à deux reprises par l'Allemande Christina Obergföll.

### Dopage
À la suite du scandale de dopage concernant la Russie, 454 échantillons des Jeux olympiques d'été de 2008 ont été retestés en 2016 et 31 se sont avérés positifs dont Mariya Abakumova, médaillée d'argent du javelot. Par conséquent, Goldie Sayers pourrait se voir attribuer la médaille de bronze de ces Jeux si l'échantillon B (qui sera analysé en juin) se révèle également positif. Après la disqualification de Mariya Abakumova, elle récupère la médaille de bronze, remise en main propre par le CIO le 6 novembre 2019.

## Palmarès
| Date | Compétition                          | Lieu              | Résultat | Marque  |
| ---- | ------------------------------------ | ----------------- | -------- | ------- |
| 2000 | Championnats du monde juniors        | Santiago du Chili | 6e       | 51,52 m |
| 2001 | Championnats d'Europe juniors        | Grosseto          | 2e       | 55,40 m |
| 2005 | Championnats du monde                | Helsinki          | 12e      | 54,44 m |
| 2006 | Jeux du Commonwealth                 | Melbourne         | 5e       | 57,29 m |
| 2006 | Championnats d'Europe                | Göteborg          | 12e      | 54,70 m |
| 2007 | Coupe d'Europe hivernale des lancers | Yalta             | 2e       | 60,02 m |
| 2008 | Coupe d'Europe hivernale des lancers | Split             | 1re      | 63,65 m |
| 2008 | Jeux olympiques                      | Pékin             | 3e       | 65,75 m |
| 2010 | Championnats d'Europe par équipes    | Bergen            | 2e       | 59,25 m |
| 2011 | Championnats d'Europe par équipes    | Stockholm         | 2e       | 64,46 m |
| 2011 | Championnats du monde                | Daegu             | 9e       | 58,18 m |
| 2012 | Coupe d'Europe hivernale des lancers | Bar               | 2e       | 62,75 m |
| 2012 | Championnats d'Europe                | Helsinki          | 4e       | 63,01 m |
| 2014 | Jeux du Commonwealth                 | Glasgow           | 7e       | 57,68 m |
| 2014 | Championnats d'Europe                | Zurich            | 8e       | 58,33 m |

## Records
| Épreuve           | Marque       | Lieu    | Date            |
| ----------------- | ------------ | ------- | --------------- |
| Lancer du javelot | 66,17 m (RN) | Londres | 14 juillet 2012 |